# N2 (système d'arcade)
Pour les articles homonymes, voir N2.
Le N2 est un système de jeu vidéo destiné aux salles d'arcade, commercialisé par la société Namco en 2003.

## Description
Comme la quasi-totalité des systèmes d'arcade récents, l'architecture du N2 est basée sur un matériel déjà existant. Il est construit sur une base de PC.
Namco a d'abord commercialisé en 2003 le système en version connectable en réseau, avec Counter-Strike Neo, sous le nom N2 Satellite Terminal. En 2007, le N2 sort avec le jeu Moto GP DX,.
Il embarque un Pentium III de 733MHz, identique à celle de la Xbox, une carte graphique NVIDIA GeForce 3 de 200MHz et tourne sous Windows 2000.

## Spécification technique

### Processeur central
- x86 Intel Pentium III de 733MHz (133MHz FSB)

### Processeur vidéo
- NVIDIA GeForce 3 200MHz

### Audio
- Cirrus Logic CS4630 Stream Proccessor

## Liste des jeux
| Titre                                        | Développeur    | Editeur | Système               | Genre | Date |
| -------------------------------------------- | -------------- | ------- | --------------------- | ----- | ---- |
| Ace Driver 3 / Final Turn                    | Namco          | Namco   | N2                    |       | 2008 |
| Animal Kaiser: The King of Animal            | Namco          | Namco   | N2                    |       | 2008 |
| Counter-Strike Neo                           | Valve Software | Namco   | N2 Satellite Terminal |       | 2003 |
| Counter Strike Neo V2                        | Valve Software | Namco   | N2 Satellite Terminal |       | 2005 |
| Counter Strike Neo White Memories            | Valve Software | Namco   | N2 Satellite Terminal |       | 2005 |
| Mobile Suit Gundam: Bonds of the Battlefield | Namco          | Namco   | N2 Satellite Terminal |       | 2007 |
| Moto GP DX                                   | Namco          | Namco   | N2                    |       | 2007 |
| New Space Order                              | Namco          | Namco   | N2 Satellite Terminal |       | 2007 |
| Wangan Midnight: Maximum Tune 3              | Namco          | Namco   | N2                    |       | 2008 |
| Wangan Midnight: Maximum Tune 3 DX           | Namco          | Namco   | N2                    |       | 2008 |